# チャンピオンジャック
『チャンピオンジャック』 (Champion Jack) は、秋田書店が発行していた日本の漫画雑誌。1995年に月2回刊誌として創刊し、翌1996年より月刊化。1997年に休刊。全40号が発刊された。略称は「CJ」。

## 概要
『チャンピオンジャック』は、おもに25歳から30代の男性を読者対象として創刊された。創刊後しばらくは毎月1日・15日発売だったが、1995年13号より毎月第1・3火曜日発売へ変更された。1996年4月27日に発売された6月号より月刊化。それに伴い雑誌全体をリニューアルし、毎号「競馬」「格闘技」などのあるテーマに関する特集を組み、そのテーマに沿った読み切り漫画作品を載せるという形式となった。1997年9月号で休刊。
本誌が主催する漫画賞「チャンピオンジャックコミック大賞」があり、連載作品のうちチョーク今西による『我等宇宙』は同賞の受賞作品である。
雑誌名の「ジャック」は、奪い取る、奪還するという意味の英単語"jack"に由来する。

## 年表
- 1995年（平成7年）3月15日に創刊[1]。9月21日に専用レーベル・チャンピオンジャックコミックスを創刊。
- 1996年（平成8年）4月27日発売の6月号より月刊化。
- 1997年（平成9年）7月28日発売の9月号をもって休刊[1]。

## 連載作品
- デフォルトでの表示順は連載開始順。
- 連載開始・終了号の欄で、「号」表記となっているは月2回刊時代のもの。「月号」表記となっているは月刊時代のもの。
- 単行本の欄に表記がある作品のみ単行本を「チャンピオンジャックコミックス」レーベルにて刊行。

|    | 作品名                                        | 作者（作画）   | 原作者など   | 開始         | 終了            | 単行本                | 注記           |
| -- | --------------------------------------------- | -------------- | ------------ | ------------ | --------------- | --------------------- | -------------- |
| 1  | う～まんぼ!                                   | 川崎のぼる     | KEN          | 1995年01号   | 1996年07月号    | 全3巻                 |                |
| 2  | きっといつかは幸福寺                          | ありま猛       | —            | 1995年01号   | 1996年03号      | 全2巻                 |                |
| 3  | 恭子の修羅                                    | 高橋よしひろ   | 工藤かずや   | 1995年01号   | 1995年17号      | 全2巻                 |                |
| 4  | くそじじ三太夫                                | バロン吉元     | —            | 1995年01号   | 1996年03号      | 全1巻                 |                |
| 5  | 口からアワー                                  | 木下刑事       | —            | 1995年01号   | 1996年06号      | —                     |                |
| 6  | 皇帝をめざす男                                | あや秀夫       | —            | 1995年01号   | 1995年12号      | —                     |                |
| 7  | 故事往来伝                                    | 村野守美       | —            | 1995年01号   | 1996年1+2合併号 | 全1巻                 |                |
| 8  | 衆楽苑                                        | 小山田いく     | —            | 1995年01号   | 1996年06号      | 全2巻、後に完全収録版 |                |
| 9  | 時ヲすべる                                    | 石ノ森章太郎   | —            | 1995年01号   | 1996年04号      | 全2巻                 | 休載により終了 |
| 10 | ×物語                                         | 笠原倫         | —            | 1995年01号   | 1996年06号      | 全2巻                 |                |
| 11 | 針千本の罰                                    | 岸大武郎       | —            | 1995年01号   | 1996年1+2合併号 | —                     |                |
| 12 | 魔人刑事                                      | 平野仁         | 菊地秀行     | 1995年01号   | 1995年12号      | 全2巻                 |                |
| 13 | みだらまんだら                                | 松久壽仁       | 古山寛       | 1995年01号   | 1995年12号      | —                     |                |
| 14 | メモリーグラス                                | 永井豪         | —            | 1995年01号   | 1996年06号      | 全2巻                 |                |
| 15 | モテモテの素                                  | とがしやすたか | —            | 1995年01号   | 1997年09月号    | —                     |                |
| 16 | 夢やでござい                                  | ごとう和       | —            | 1995年01号   | 1996年06号      | 全2巻                 |                |
| 17 | 一攫伝                                        | 林壮太         | —            | 1995年12号   | 1996年06号      | —                     |                |
| 18 | カムバック                                    | 石井さだよし   | ちばけんさく | 1995年13号   | 1996年04号      | —                     |                |
| 19 | 浅草おけら通り                                | みやたけし     | 剣名舞       | 1995年14号   | 1997年09月号    | 全1巻                 |                |
| 20 | 悶絶アドレナリン                              | 鈴木伸彦       | —            | 1995年18号   | 1997年09月号    | —                     |                |
| 21 | 慟哭の谷                                      | 本庄敬         | 木村盛武     | 1995年19号   | 1996年05号      | —                     |                |
| 22 | ブルーマスク〈魔人刑事II〉                    | 平野仁         | 菊地秀行     | 1995年19号   | 1996年05号      | —                     |                |
| 23 | くすぶりの龍                                  | 木村栄志       | 馬場信浩     | 1996年03号   | 1996年09月号    | —                     |                |
| 24 | 下っ引き呆助捕物帳                            | 荒木浩之       | —            | 1996年04号   | 1996年06号      | —                     |                |
| 25 | 亜人戦記ゲンヤ                                | 岸大武郎       | —            | 1996年06月号 | 1997年09月号    | —                     |                |
| 26 | 好きもの後家こっこ                            | 花紫♡青くらげ  | —            | 1996年06月号 | 1997年09月号    | —                     |                |
| 27 | ファイティング・ムーン -知られざる格闘技伝説- | 笠原倫         | —            | 1996年06月号 | 1997年09月号    | —                     |                |
| 28 | みーちゃんとゆーちゃん                        | FUJI-BLDG弟    | —            | 1996年06月号 | 1997年06月号    | —                     |                |
| 29 | くすぶりの龍 外伝                             | 木村栄志       | 馬場信浩     | 1996年11月号 | 1997年09月号    | —                     |                |
| 30 | はっきりいってモテないぞ                      | 坂本あさみ     | —            | 1996年12月号 | 1997年09月号    | —                     |                |
| 31 | 無頼の勲章                                    | 林壮太         | 塩崎利雄     | 1997年01月号 | 1997年09月号    | —                     |                |
| 32 | 無敵のAVギャル!!                              | 藤田素子       | —            | 1997年01月号 | 1997年09月号    | —                     |                |
| 32 | 我等宇宙                                      | チョーク今西   | —            | 1997年01月号 | 1997年09月号    | —                     |                |
| 33 | 寒恋前線北上中                                | 荒木浩之       | —            | 1997年02月号 | 1997年09月号    | —                     |                |
| 34 | 雀ゴロ                                        | 北野英明       | 杉森昌武     | 1997年02月号 | 1997年09月号    | —                     |                |

## チャンピオンジャックコミックス
チャンピオンジャックコミックスは『チャンピオンジャック』に掲載された作品を収録する漫画単行本レーベル。1995年9月21日創刊。創刊時のラインナップは、『う～まんぼ!』『時ヲすべる』『×物語』『魔人刑事』の各1巻。価格は530円。表紙と背表紙に「CHAMPION / JACK（ロゴ） / COMICS」の三段組マークが載せられている。全23冊が発行され、休刊に伴い廃止された。